# قرية بوتيمكين
قرية بوتيمكين هو مصطلح يستخدم لوصف قرى زائفة بنيت خصيصاً للإبهار. يعود تاريخ المصطلح إلى القرن التاسع عشر عندما قام جريجوري بوتيمكين ببناء مستوطنات مزيفة لإخفاء الظروف المتداعية في شبه جزيرة القرم، أثناء زيارة للإمبراطورة كاترين الثانية.